# إيليزا نمت
إيليزا نمت (بالإنجليزية: Eliza Grew Jones)‏ (و. 1803 – 1838 م) هي معجمية، ولغوية أمريكية، ولدت في بروفيدنس، رود آيلاند، توفيت في بانكوك، عن عمر يناهز 35 عاماً، بسبب كوليرا.